# Scheinstamm

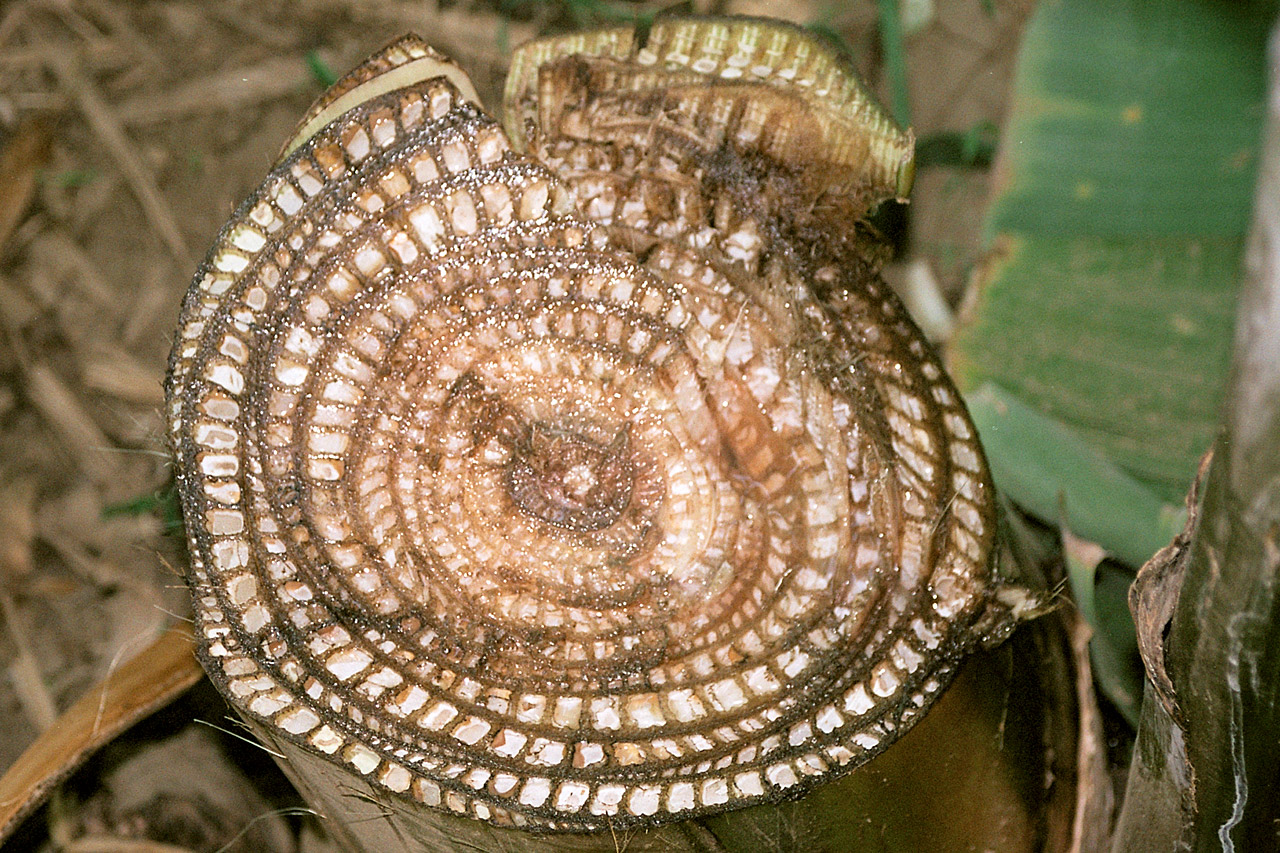
Querschnitt durch den Scheinstamm einer Bananenpflanze

Scheinstamm (oder Blattstamm) ist ein Begriff aus der Botanik. Er tritt bei manchen staudigen Pflanzenarten auf. Den Scheinstamm bilden hier die Blattscheiden, die ineinandergerollt, saftig und durch Festigungsgewebe versteift sind.
Beispiele sind Weißer Germer, Bananen oder Scadoxus multiflorus.